# Stenogobius alleni
Stenogobius alleni és una espècie de peix de la família dels gòbids i de l'ordre dels perciformes.

## Morfologia
- Els mascles poden assolir 3,7 cm de longitud total i les femelles 3,91.[4][5]

## Hàbitat
És un peix de clima tropical i demersal.

## Distribució geogràfica
Es troba a Oceania: Nova Bretanya (Arxipèlag de Bismarck, Papua Nova Guinea).

## Observacions
És inofensiu per als humans.